# Chrysotus albisignatus
Chrysotus albisignatus är en tvåvingeart som beskrevs av Becker 1924. Chrysotus albisignatus ingår i släktet Chrysotus och familjen styltflugor. Inga underarter finns listade i Catalogue of Life.